# منصور مفتاح
منصور مفتاح فرج بخيت العبد الله  ولد يوم ال22 نوفمبر عام 1955م، لاعب كرة قدم قطري سابق. يعتبر من أفضل الاعبين على مستوى الخليج والوطن العربي حائز على جائزة هداف العرب مرتين متتاليتين وهو أول من حصل عليها مرتين متتاليتين 1985-1986 بدا كرة القدم في الفئات السنية بنادي الريان الرياضي عام1972م وهو.
متزوج ولديه ابن اسمه تميم.
و قد كان يلعب في نادي الريان الرياضي من 1974 إلى 1995م وفاز معه بالدوري في 6 مناسبات والمركز الثاني في كاس الأمير في 6 مرات لعب فيها النهائي 4مرات وسجل هدفاً عام1982م
ولعب للوكرة 3 مواسم من94ال97م ومثله في نهائي كاس الأمير عام95 امام الغرافة وسجل هدف النواخذة الوحيد في اللقاء الذي حسمه المنافس ب2/1ومثل السيلية موسم99/2000في الدرجة الثانية وقد لعب مع منتخب قطر لكرة القدم من 76 إلى 90 وهو اعظم هداف في تاريخه ب53 هدفاً
هداف الدوري القطري 5 مرات اعوام 82 و 83 و 84 و 86 ب19 و 10 و 7 و 22 هدفاً على التوالي اعتزل كرة القدم عام 2000م ضد منتخب مصر وسجل يومها هدفاً

## الألقاب الصحفية والجماهيرية
- جلاد الحراس
- سيد المهاجمين
- كبير الهدافين
- الأسطورة
- الهداف التاريخي
- الثعلب

## كأس الخليج
اعظم هداف قطري بها ب 13 هدفا من 6 مشاركات وهو ثاني أكثر قطري شارك بعد مبارك عنبر صاحب ال7 مشاركات

### كأس الخليج 1976
و قد سجل هدف في مرمى منتخب الإمارات لكرة القدم، وقد سجل هدفين في مرمى منتخب عمان لكرة القدم، وقد سجل هدفين في مرمى منتخب البحرين لكرة القدم.

### كأس الخليج 1979
و قد سجل هدف في مرمى منتخب الإمارات لكرة القدم.

### كأس الخليج 1982
و قد سجل هدف في مرمى منتخب عمان لكرة القدم.

### كأس الخليج 1984
و قد سجل هدف في مرمى منتخب الكويت لكرة القدم، وقد سجل هدف في مرمى منتخب العراق لكرة القدم، وقد سجل هدف في مرمى منتخب العراق لكرة القدم.

### كأس الخليج 1988
و قد سجل هدف في مرمى منتخب عمان لكرة القدم.

### كأس الخليج 1990م
و قد سجل هدفين في مرمى منتخب عمان لكرة القدم.
اعظم هداف قطري في تاريخ كؤوس آسيا ب4 اهداف من 3 مشاركات 1980م بالكويت 1984م بسنغافورة و 1988م بقطر وهي النسخة التي سجل فيها هدفاً من 3 لقاءات من اصل 4 لقطر على الإمارات العربية المتحدة في الدقيقة ال17 باستاد نادي قطر امام 17 الفاً وفازت قطر بهدفين وكان القائد ورقمه هو 15 وله في مسيرته 7 اهداف في مرمى منتخب العراق وهو صاحب الرقم القياسي في تاريخ مواجهتهما مع العراقي أحمد راضي وهو صاحب 6 اهداف من 18 لقاء من 5 مشاركات بتصفيات المونديال 78 و 82 و 86 و 90 و 94م وفيها إنذار واحد له.
درب براعم الريان عام 2003م وفاز معهم ب7 بطولات من اصل 10 علي يوسف السليمان

## انجازات شخصية
-اعظم هداف في تاريخ منتخب قطر ب48 هدف معترف به.
-اعظم هداف في تاريخ منتخب قطر في دورات الخليج ب13 هدف معترف به.
-اعظم هداف في تاريخ دوري قطر ب179 هدف.
-ثاني أكثر لاعب من حيث مرات المشاركة في الدوري القطري ب216لقاءا
وراء مبارك عنبر السداوي صاحب ال246لقاءا.
-اعظم هداف في تاريخ كاس أمير قطر ب36 هدف.
-اعظم هداف في تاريخ كاس الشيخ جاسم ب34هدف.
-أكثر من سجل رياعية في تاربخ الدوري القطري في 6مرات.
-أكثر من سجل ثلاثيات في تاريخ الدوري القطري في 9مرات.
-أكثر من فاز بلقب هداف الدوري في قطر ب4مرات كاملة.
-صاحب أكبر معدل تهديفي في موسم واحد حيث سجل 22هدفا من 11لقاءا.
-اعظم هداف في تاريخ منتخب قطر بكؤوس آسيا للامم ب5اهداف.

## روابط خارجية
- منصور مفتاح على موقع الاتحاد الدولي (مؤرشف)  (الإنجليزية)
- منصور مفتاح على موقع ناشيونال فوتبول تيمز (الإنجليزية)
- منصور مفتاح على موقع كووورة